# Афтанази, Роман
Роман Афтанази (Роман Владимир Афтанази) (пол. Roman Włodzimierz Aftanazy; 2 апреля 1914, Моршин, Австро-Венгрия — 7 июня 2004, Вроцлав, Польша) — польский историк, библиотекарь, исследователь замков, дворцов и усадеб, автор монументальной работы «Dzieje rezydencji na dawnych kresach Rzeczpospolitej» («История резиденций на давних окраинах Речи Посполитой», 11 томов).

## Биография
Родился в семье железнодорожного служащего.
Окончил начальную школу в городе Моршин, затем учился в средней школе имени Юзефа Пилсудского в городе Стрый. В 1934 году начал изучать гуманитарные науки в университете Львова, который формально не закончил из-за начала Второй мировой войны. Окончил Вроцлавский университет в 1946 году. В 1944—1981 годах работал в Библиотеке Национального центра имени Осолинских во Львове и Вроцлаве. Исследовал историю магнатских и шляхетских усадеб на бывших восточных землях Речи Посполитой (Беларусь, Украина, Литва, Латвия), архитектуру имений, парковое искусство, историю художественных собраний и библиотек, генеалогию владельцев усадеб. Ввёл в научный обиход многие документы из государственных и частных архивов, богатые иконографические материалы.
Умер 7 июня 2004 года во Вроцлаве. Похоронен на Повонзковском кладбище в Варшаве (штаб 25-4-12).

## «История резиденций на давних окраинах Речи Посполитой»
- Том 1: Минское воеводство, Мстиславльское воеводство, Полоцкое воеводство, Витебское воеводство
- Том 2: Брест-Литовское воеводство, Новогрудское воеводство
- Том 3: Тракайское воеводство, Герцогство Жемайтии, Польской Лифляндии, Герцогство Курляндское
- Том 4: Виленское воеводство
- Том 5: Волынское воеводство
- Том 6. Бельзкое воеводство. Земля Холмская
- Том 7: Галицкие и Львовские земли
- Том 8. Перемышльская и Сеноцкая земли
- Том 9. Подольское воеводство
- Том 10. Браславское воеводство
- Том 11. Киевское воеводство и дополнения к 1-10 томам